# Mycobatidae
Mycobatidae är en familj av spindeldjur. Mycobatidae ingår i ordningen kvalster, klassen spindeldjur, fylumet leddjur och riket djur.